# Stefania Osińska
Stefania Zofia Osińska, ps. „Piotr Godek” (ur. 1 października 1898 w Warszawie, zm. 4 marca 1976) – polska dziennikarka, autorka powieści kryminalnych.

## Życiorys
Urodziła się 1 października 1898 w Warszawie, w rodzinie Juliana i Zofii z Barbanellów. Ukończyła pensję im. Anieli Wereckiej w Warszawie. Następnie studiowała na uniwersytecie w Lozannie. 
O życiu zawodowym nie wiadomo zbyt wiele: w latach 1932–1939 była dziennikarką w Expressie Porannym, od 1946 pracowała w Głosie Ludu, a następnie w Życiu Warszawy. Publikowała artykuły w pismach: Bluszcz, Świat, Iskry, Kurier Polski. Była członkiem Towarzystwa Literatów i Dziennikarzy oraz Syndykatu Dziennikarzy.
Pisała przed II wojną światową pod pseudonimem „Piotr Godek”, pod którym wydała dziewięć kryminałów. Należą one do najlepszych dokonań na tym polu w Polsce i  wytrzymują porównanie z powieściami tzw. wielkiej trójki, czyli Marka Romańskiego, Adama Nasielskiego i Antoniego Marczyńskiego. Po wojnie używała własnego nazwiska, przy czym znana jest jej tylko jedna powieść gazetowa z tego okresu: 50 gramów kokainy, wydana w „Gazecie Białostockiej” w 1958 r.
Stworzyła postać detektywa Andrzeja Wrena, Amerykanina polskiego pochodzenia, który wrócił w latach 30. do Polski, aby podjąć pracę w policji. Wren pojawił się w dwóch powieściach autorki.

## Powieści kryminalne
- Złocista jaszczurka (ca 1930, wznowiona 2022)[4]
- Testament milionera (1932)[5], wydana również jako[wymaga weryfikacji?][6] Tajemniczy wynalazca[7] (pod tym tytułem wznowiona w 2020[8])
- Kartel stalowy (data przybliżona: 1933[9], wznowiona 2020[10])
- Miłość i trucizna (1933, wznowiona 2022)[11]
- Ekspress Warszawa–Paryż (1934[12], wznowiona 2019[13])
- Przepowiednia cyganki (1934[14], wznowiona 2021[15])
- Pocałunek śmierci (1935[16], wznowiona 2020[17])
- Tajemnica białej willi (1936[18], wznowiona 2019[19])
- Przeklęty skarb (1936[20], wznowiona 2020[21])
- 50 gramów kokainy (gazetowiec[22] z 1958[2][23], wyd. książkowe 2018[24])